# Стрмец при Поленшаку
Стрмец при Поленшаку (словен. Strmec pri Polenšaku) је насељено место у општини Дорнава, Подравска регија, Словенија.

## Историја
До територијалне реорганизације у Словенији био је у саставу старе општине Птуј.

## Становништво
У попису становништва из 2011. године, Стрмец при Поленшаку је имао 53 становника.
| Број становника према пописима | Број становника према пописима | Број становника према пописима |
| ------------------------------ | ------------------------------ | ------------------------------ |
| 1991                           | 2002                           | 2011                           |
| 60                             | 42                             | 53                             |

Напомена: До 1953. исказивано под именом Стрмец.